# Moraingy

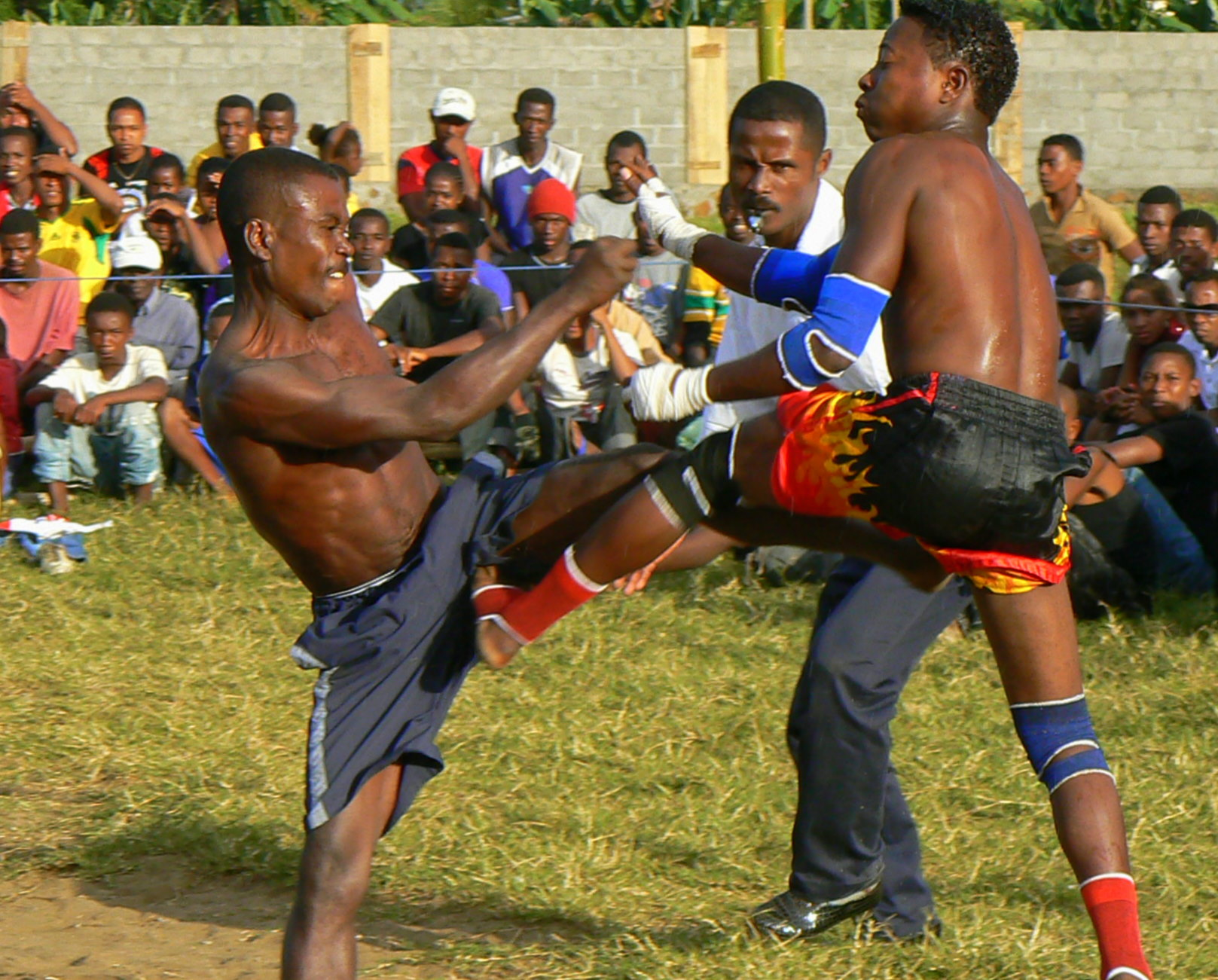
Dos luchadores de moraingy.

El moraingy, moringue o lucha sakalava, es un tipo de lucha tradicional del pueblo sakalava que puebla la parte oeste de Madagascar.

## Tradición
Se trata de una lucha entre miembros de aldeas vecinas. Después de acabada la cosecha, en los meses de junio y julio, los jóvenes de diferentes pueblos se juntan los fines de semana para practicar este tipo de deporte. En realidad, el moraingy tiene más un carácter festivo que de verdadera competición.

## El combate
Antes del combate, hay un periodo de observación en el que los hombres dan vueltas alrededor del círculo formado en el centro de la plaza mientras se baten los tambores con un ritmo rápido y violento. El primer combate comienza cuando un miembro de un grupo llama a uno de sus adversarios. Si este acepta el combate, entran los dos en el círculo, vestidos con un solo lamba (paño) y comienza la lucha. Si la persona rehúsa el combate, otro miembro de su grupo está obligado a aceptarlo. En la lucha se utilizan pies y manos para conseguir derribar al contrario y es un alarde de agilidad y de técnicas específicas.
Generalmente, no hay vencedores ni vencidos. Un árbitro es el responsable de parar la lucha si ésta comienza a ser excesivamente violenta. Sin embargo, uno de los contrincantes suele ser considerado como el vencedor, recibiendo la admiración de las jóvenes solteras presentes, en tanto que el vencido se prepara para una próxima revancha.